# Dean Kiely
Dean Lawrence Kiely (* 10. Oktober 1970 in Salford, England) ist ein ehemaliger irischer Fußballspieler. Zuletzt spielte er für West Bromwich Albion.

## Karriere

### Verein
Dean Kiely begann seine Karriere bei seinem aktuellen Club West Bromwich Albion, wo er in verschiedenen Jugendmannschaften spielte. Später wechselte er zu Coventry City, wo er im Alter von 17 Jahren in den Profikader aufgenommen wurde. Dort konnte er allerdings kein Spiel absolvieren. Schon zwei Jahre später, in der Saison 1988/1989, wurde er an Ipswich Town verliehen, wo er jedoch auch nicht zum Einsatz kam. 1990 wechselte Kiely zu York City, wo er sich einen Stammplatz erkämpfen konnte. Für York bestritt er in 6 Jahren 210 Spiele, bevor er für eine Ablösesumme von umgerechnet 200.000 Euro zum FC Bury wechselte. Nach drei Jahren und 137 Einsätzen für Bury, verpflichtete Charlton Athletic ihn in der Saison 1999/00 für 1,5 Millionen Euro. Bei den Addicks blieb er sechs Jahre lang, ehe er in der Winterpause der Saison 2005/06 zum FC Portsmouth wechselte. Bei Portsmouth sollte er den abgewanderten Sander Westerveld ersetzen und sich mit Jamie Ashdown um den Platz zwischen den Pfosten duellieren. Kiely setzte sich schließlich durch und blieb bis zum Saisonende die Nummer 1. Mit der Verpflichtung des englischen Nationaltorhüters David James setzte der Klub Kiely einen neuen Konkurrenten zur Saison 2006/07 vor. Schließlich entschied sich der inzwischen 36-Jährige zu einem Ausleihgeschäft an Luton Town. Zur Winterpause kehrte er zurück, saß aber hauptsächlich auf der Bank, worauf hin er in der abgelaufenen Saison an seinen Jugendclub West Bromwich Albion verkauft wurde. Mit ihnen stieg er am Ende der Spielzeit 2007/08 aus der Football League Championship in die Premier League auf.

### Nationalmannschaft
Seit 2000 gehört Kiely regelmäßig dem Kader der irischen Nationalmannschaft an. Hauptsächlich saß er jedoch bei Länderspielen als Reservespieler auf der Bank. Mit der irischen Auswahl nahm der Torhüter an der Weltmeisterschaft 2002 teil. Dort erreichte das Team ungeschlagen das Achtelfinale, schied dann allerdings mit 4:3 nach Elfmeter aus. Hinter Shay Given als Nummer 1 kam Kiely zu keinem Einsatz.

## Erfolge
- Gewinn der Football League Championship mit West Bromwich Albion: 2008